# Isojärvi
Isojärvi ([isojærvi]IPA, „Velké jezero“), celým jménem Isojärven kansallispuisto je národní park v západním Finsku v provincii Střední Finsko na katastru obce Kuhmoinen. Byl založen roku 1982 a jeho současná rozloha je 22 km². Leží nedaleko spojených jezer Isojärvi a Kaatselkä. Příroda je zde typická středofinská. V parku je asi 30 km značených stezek. Po jezerech se dá jezdit na kánoích.
Poměrně značná část parku byla kvůli oběma světovým válkám vykácena. V parku se také provádí postupné řízené vypalování, které pomáhá udržovat přirozený život lesa.
Asi nejzajímavější atrakcí je zaplavené území nedaleko zátoky Kalalahti, které bylo zatopeno poté, co si bobři vystavěli na jednom z potoků hráz. Dalšími zajímavými místy jsou osady Heretty, Huhtala a Lortikka. Park disponuje dostatečným množstvím míst pro stanování a kempování s kvalitním zázemím. Park je přístupný po silnici 3284 ze vsi Länkipohja do Kuhmoinen. Parkoviště jsou u osad Heretty a Huhtala.